# Лајнвивер—Берков дијаграм
У биохемији, Лајнвивер—Берков дијаграм (или дупли рецирпочни дијаграм) графички је приказ Лајнвивер—Беркове једначине за кинетику ензима, коју су извели амерички научници Ханс Лајнвивер и Дин Берк. Овај дијаграм обезбеђује користан графички метод за анализу Михаелис—Ментенине једначине:
{\displaystyle V=V_{max}{\frac {[S]}{K_{m}+[S]}}}
Реципрочна једначина је:
{\displaystyle {1 \over V}={(K_{m}+[S]) \over (V_{max}[S])}={K_{m} \over V_{max}}{1 \over [S]}+{1 \over V_{max}}}
где је V брзина реакције, Km је Михаелис—Ментенина константа, Vmax је максимална брзина реакције, док је [S] концентрација супстрата. 
Лајнвивер—Берков дијаграм је користан за брзо одређивање неопходних параметара у кинетици ензима, као што су Km и Vmax. Примера ради, одесчак на y-оси је једнак реципрочној вредности Vmax; док се одсечак на x-оси изједначава са −1/Km.
С обзиром да је Лајнвивер—Берков дијаграм јако осетљив на експерименталне грешке, самим тим је и поприлично непоуздан. Тако да се у данашње време више користи или нелинеарна регресија или алтернативна форма Михаелис—Ментенине једначине, као што је Еди—Хофстијев дијаграм.